# Phaeostigma caucasicum
Phaeostigma caucasicum är en halssländeart som först beskrevs av Peter Esben-Petersen 1913. 
Phaeostigma caucasicum ingår i släktet Phaeostigma och familjen ormhalssländor. Inga underarter finns listade i Catalogue of Life.